# Historia Gdyni pod okupacją niemiecką

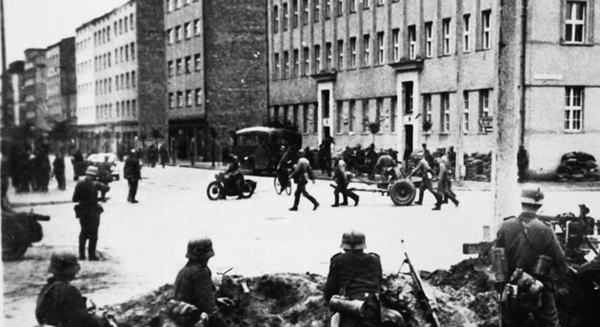
Oddziały niemieckie na ul. Świętojańskiej przed Urzędem Miasta 14 września 1939 roku

Gotenhafen (w niem. dosłownie Port Gotów) – wprowadzona przez niemieckich okupantów nazwa Gdyni, funkcjonująca w latach 1939–1945.
Dotąd używana przez Niemców nazwa Gdingen została uznana przez okupanta za niedopuszczalną z powodu jej słowiańskiego pochodzenia. 19 września 1939 roku Hitler wizytował Gdynię, wtedy też wydał rozkaz zmiany jej nazwy na Gotenhafen. Podkreślać to miało rzekome związki młodego miasta ze wschodniogermańskim plemieniem (które żyło na Pomorzu w starożytności), strategiczne znaczenie portu (odtąd jednej z ważniejszych baz Kriegsmarine) oraz wykreślenie Polski z historii miasta, które od podstaw zostało zbudowane przez Polaków, rzekomo bezprawnie zajmujących odwieczne niemieckie tereny.

## Władze
Zaraz po zajęciu miasta, 14 września, władzę przejęło dowództwo Kriegsmarine. 26 października terytorium województwa pomorskiego przyłączono do nowo utworzonego Okręgu Rzeszy Gdańsk-Prusy Zachodnie. Na jego czele stanął gauleiter Albert Forster. Nadburmistrzem Gdyni został Horst Schlichting z Sopotu. Zastępcą Gerhard Cartellieri. Szefem policji Christoph Diehm (1942-1944), po nim Helmuth Muller. Okręgowym liderem NSDAP od października 1939 do marca 1941 r. był Erich Temp. Po nim do marca 1945 r. Artur Diethelm.
Przy ulicy Korzeniowskiego (Prinz Eugenstrasse) znajdowała się terenowa placówka gdańskiego oddziału Gestapo. Na jej czele stali:
- do grudnia 1939 – Friedrich Class, zastępcą był Franz Koepke
- styczeń – wrzesień 1940 – Hans Leyer
- wrzesień 1940 – marzec 1943 – Hans Volkmann
- marzec-sierpień 1943 – Bruno Schuppenhauer
- sierpień 1943 do końca wojny – SS-Hauptsturmführer Reichenbach

Komendantami bazy Kriegsmarine byli kolejno:
| - Robin Schall-Emden - Bernhard Liebetanz - Robin Schall-Emden - Ernst Krafft | - Friedrich Götting - Joachim Plath - Rudolf Stange - Siegfried Sorge |

## Polityka władz

### Aresztowania

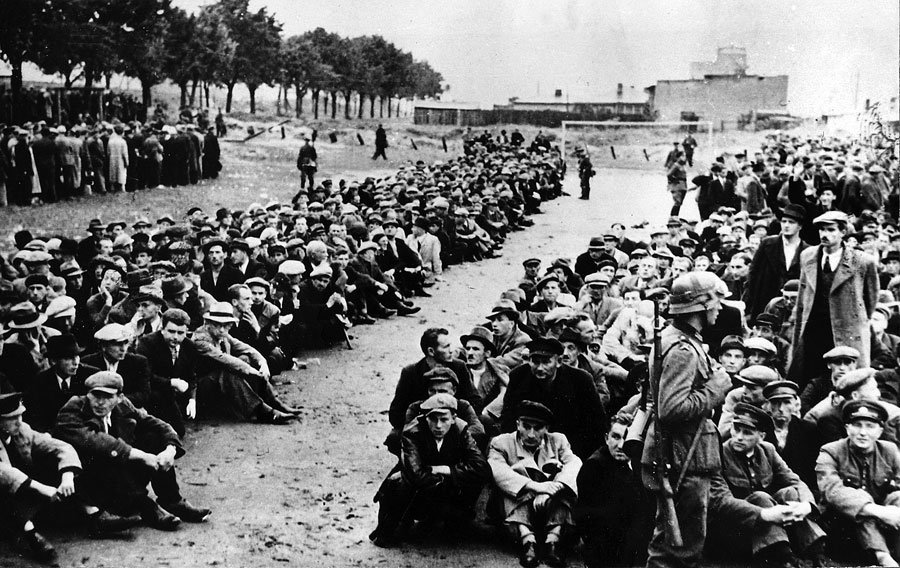
Mieszkańcy Gdyni aresztowani przez Niemców w pierwszych dniach okupacji

Aresztowania na niewielką skalę trwały całą okupację, do ważniejszych, masowych akcji należały:
- Od września do grudnia 1939 r. przeprowadzano aresztowania wielu tysięcy mieszkańców. Pracowników urzędów, prokuratury, sądu, instytucji naukowych, duchownych oraz wszystkich, których uznano za osoby wybitne, a więc zagrażające okupantowi. Weryfikowano według listy przygotowanej przed wojną. Kto został uznany za niewygodnego dla władz, pracował niewolniczo jako więzień KL Stutthof lub innych placówek odosobnienia. Po wykonaniu prac niektórzy zostali zamknięci w wejherowskim więzieniu, po czym zginęli w Piaśnicy. Część wywieziono do Wejherowa, nie zmuszając do niewolniczej pracy. W Piaśnicy mogło zginąć około trzystu mieszkańców Gdyni.
- Jesienią 1942 r. nastąpiły masowe aresztowania, m.in. w Kościerzynie, Chojnicach, Toruniu, Tczewie. Zdekonspirowano członków Armii Krajowej i Szarych Szeregów. Około połowa z nich mieszkała lub działała w Gdyni. Po śledztwie w gdyńskiej placówce Gestapo przewieziono ich do oddziału gdańskiego, a następnie do KL Stutthof.
- 28 sierpnia 1943 r. aresztowano około siedemdziesięciu członków Polskiej Armii Powstania.
- Stale polowano na wszystkich, którzy uciekali i pomagali w ucieczce do Szwecji.

### Wysiedlenia

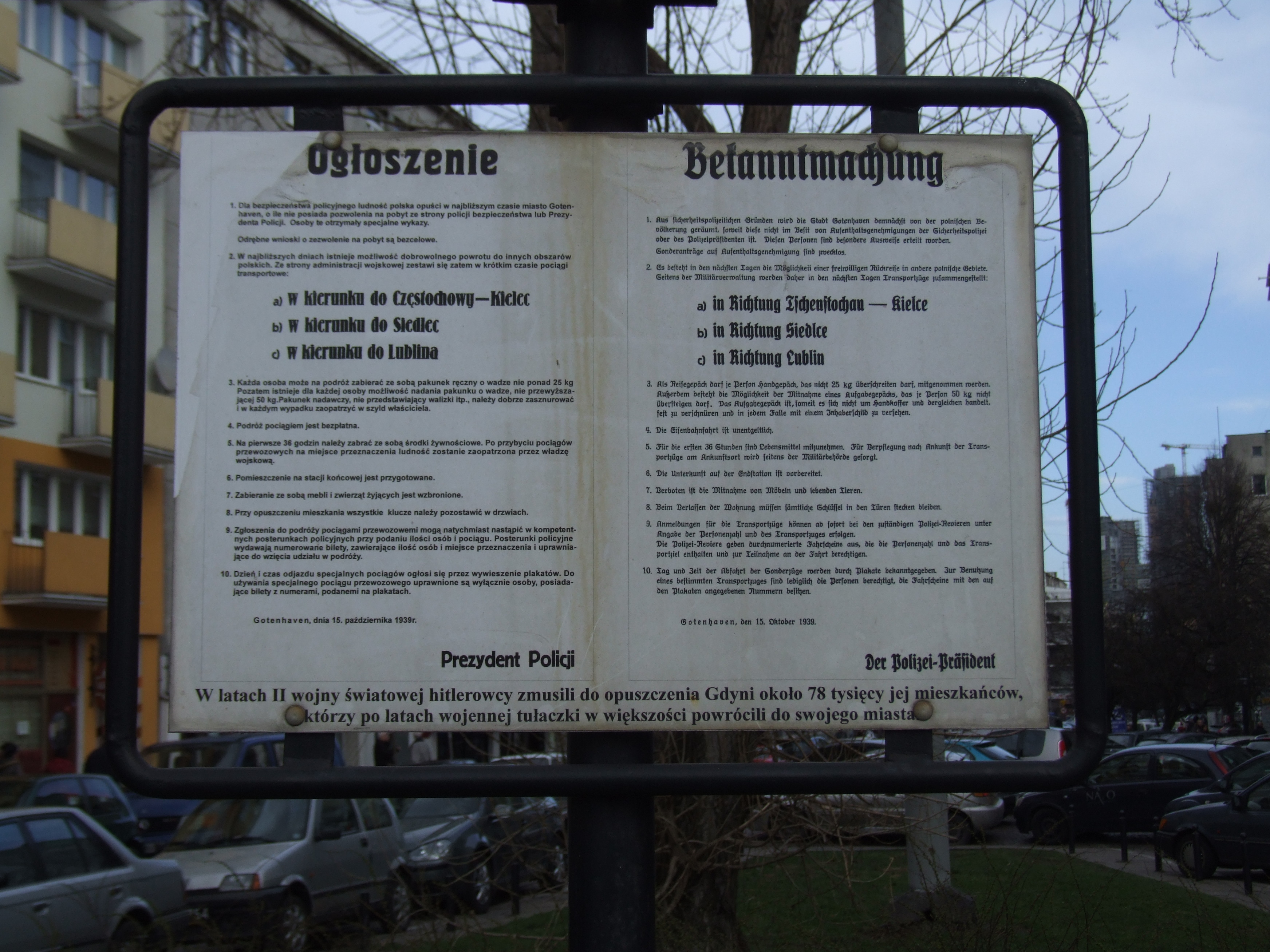
Replika ogłoszenia prezydenta policji, nakazującego gdynianom opuszczenie swoich domów

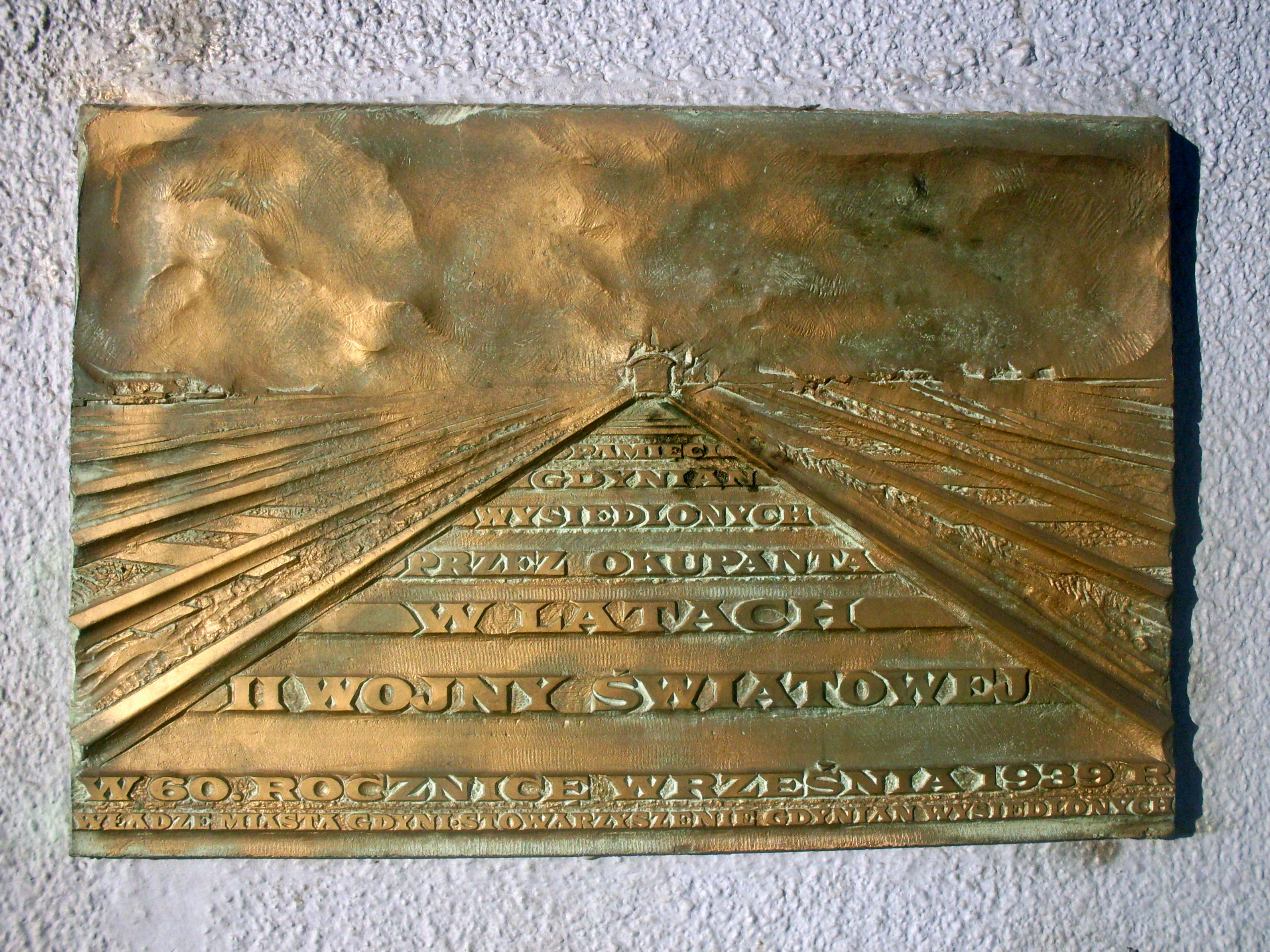
Tablica upamiętniająca wypędzenie gdynian

Pierwsze wysiedlenia były chaotyczne. Okupantowi zależało na jak najszybszym zgermanizowaniu miasta o wielkim znaczeniu strategicznym dla Niemiec. Mieszkańcy, którzy według władz nie stanowili zagrożenia, ale nie znali języka niemieckiego, i których zawód nie mógł okazać się dla Niemców przydatny, zostali wysiedleni w głąb okupowanej Polski, by zrobić miejsce dla niemieckich kolonistów, urzędników i oficerów marynarki. Najwcześniej wysiedlono właścicieli zakładów przemysłowych i domów w prestiżowych miejscach, a także mienia ruchomego. Przejęto aktywa firm (półprodukty, surowce, maszyny, gotowe wyroby). Nie wysiedlono osób urodzonych w Niemczech, znających dobrze język niemiecki, pracowników instytucji użyteczności publicznej oraz tych, których wykonywany zawód mógł okazać się użyteczny dla funkcjonowania Gotenhafen (chyba że należeli do miejscowych organizacji politycznych). Wyłączono około pięciu tysięcy specjalistów, którzy wraz z rodzinami otrzymali dokumenty pozwalające im na pozostanie w Gdyni.
- 12 października 1939 roku wysiedlono mieszkańców dzielnicy Orłowo. Około czterech tysięcy osób początkowo zakwaterowano w Chyloni, Grabówku i Witominie. Tam w ciasnych szybko zorganizowanych kwaterach z fatalnymi warunkami sanitarnymi, czekali na pociągi towarowe, które wywiozły ich do Generalnego Gubernatorstwa.

Chaotyczna przeprowadzona akcja uświadomiła Niemcom konieczność lepszej organizacji. Dlatego podwładni Alberta Forstera – Wilhelm Löbsack i SS-Obersturmbannführer dr Sandenberg – opracowali zasady mające wyodrębnić uprzywilejowanych mieszkańców, którym nie groziło wysiedlenie. Byli to Polacy należący przed wojną do niemieckiej organizacji, wychowujący dzieci na Niemców lub używający języka niemieckiego jako ojczystego. Pozostałych podzielono na trzy grupy:
- Aussiedlung: wysiedlana poza Pomorze inteligencja, politycy i wszystkie osoby, które przybyły na Pomorze po roku 1918.
- Verdrängung: osoby urodzone na Pomorzu, poza Gdynią. Wysiedlane do innych miejscowości okręgu Gdańsk-Prusy Zachodnie lub na peryferie Gdyni.
- Trzecią grupę: stanowili Polacy urodzeni w Gdyni, uznani za niezagrażających okupantowi. Ich wysiedlenie miało być odłożone na czas nieokreślony, gdy była konieczność zwolnienia mieszkań dla niemieckich kolonistów, wojska lub administracji.

Kilka dni później wysiedlenia objęły dzielnice: Mały Kack, Wzgórze Focha (dziś Wzgórze Św. Maksymiliana), Grabówek, Witomino, Obłuże, Kamienna Góra oraz ulicę Świętojańską.
Celem były miasta: Częstochowa, Lublin, Kielce i Siedlce. Transport trwał od kilku do kilkunastu dni. Spowodowane to było rozkazem przepuszczania pociągów z zaopatrzeniem dla Wehrmachtu i zniszczeniem wielu tras kolejowych, przez co pociągi jechały okrężnymi drogami. Ludzi umieszczono w bydlęcych lub towarowych wagonach z fatalnymi warunkami sanitarnymi, przeładowane, czasem zanieczyszczone zwierzęcymi odchodami. Racjami żywnościowymi było to, co zabrano z domu. Żołnierze odstraszali karabinami każdego, kto próbował pomóc wysiedlonym, rzadko kiedy racjonując skromne ilości chleba. Szczególnie dokuczliwy był brak wody. Słabsi nie przeżyli tej podróży.
Następna akcja wysiedleńcza odbyła się na przełomie października i listopada. Objęła około pięćdziesięciu tysięcy osób.
Większość osób, które przeżyły wojnę, powróciła do Gdyni.

### Germanizacja

#### Życie codzienne
Polacy mieli zakaz posiadania: instrumentów muzycznych, teczek, radioodbiorników, gramofonów, lornetek, wysokich butów; oraz prowadzenia sklepów, restauracji i kawiarni. Rekwirował to Główny Urząd Powierniczy Wschód i przekazywał niemieckim kolonistom lub na użytek władz. Rygorystycznie ścigano używających języka polskiego w każdej dziedzinie życia.

#### Volkslista
Mieszkańców podzielono na cztery grupy według przynależności całkowitej lub częściowej do narodu niemieckiego. Pełnoprawnymi obywatelami Rzeszy byli Niemcy mający oboje rodziców Niemców, deklarujący przed wojną poparcie dla NSDAP lub zachowujący neutralność. Niepełnowartościowi byli mieszkańcy pochodzący z mieszanych małżeństw, z których jedno ze współmałżonków było narodowości niemieckiej oraz inne osoby, którym przypisywano niemieckie pochodzenie. Po dziesięcioletnim okresie próbnym dwie ostatnie grupy mogły zostać zakwalifikowane do pełnowartościowych Niemców. Celem było wyselekcjonowanie osób posiadających pożądane cechy rasowe i ich germanizacja oraz utrzymanie kultury Polaków na jak najniższym poziomie.

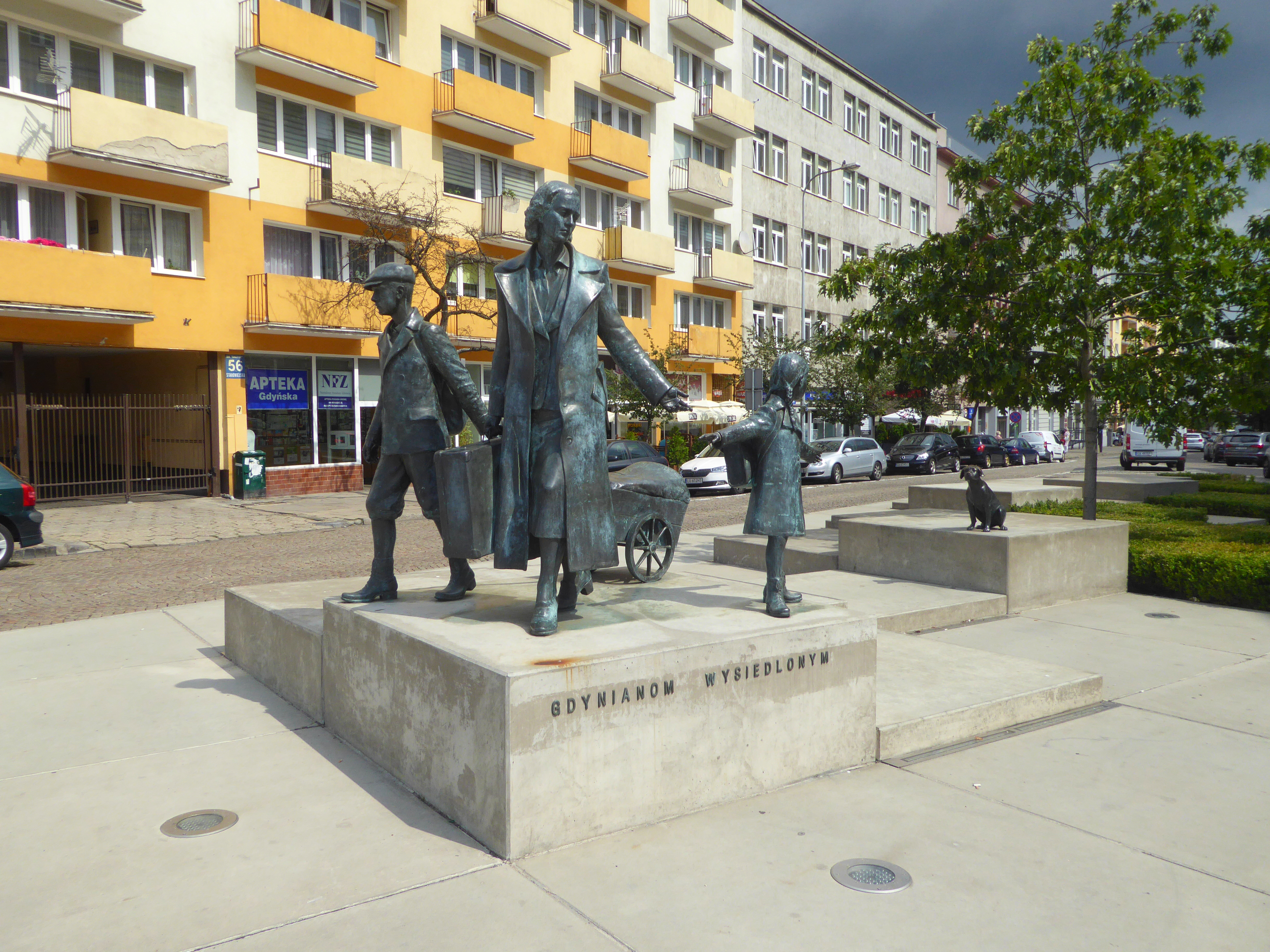
Pomnik Gdynianom Wysiedlonym, umieszczony w Śródmieściu Gdyni

4 marca 1941 utworzono w ratuszu filię niemieckiej listy narodowościowej o nazwie Zweigstelle der Deutschen Volksliste. 22 lutego 1942 Albert Forster wydał odezwę, w której stwierdził, że jest to ostatnia okazja na przynależność do narodu niemieckiego. Kto mając szansę znaleźć się na Volksliście, odrzuci tę możliwość, po wojnie będzie zrównany z najgorszymi wrogami narodu niemieckiego. Zgłoszenie się do urzędu na weryfikację stało się obowiązkowe. Wehrmacht potrzebował coraz więcej poborowych. Otrzymywano wezwania imienne do podpisania listy. Kto odmówił, narażał się na kłopoty z policją. Pamiętając o wysiedleniach, wielu mieszkańców próbowało dostać się jak najwyżej, obawiając się o przyszłość. Sankcje za niepodpisanie listy były różne. Wywłaszczenie majątku lub zakaz wykonywania zawodu, chyba że był użyteczny dla władz.

#### Edukacja
Pomoce naukowe polskich uczelni albo zniszczono, albo wywieziono. Rabowano lub palono wszelkie zbiory bibliotek i innych instytucji naukowych. Nauczyciele zostali albo zamordowani, albo wysiedleni. Spalono lub wywieziono mapy, globusy, obrazy, wszystko co mogło pokazywać Polskę w dobrym świetle. Pod koniec września 1939 r. utworzono szkolnictwo oddzielne dla dzieci polskich i niemieckich. Wielu nauczycieli pochodziło z terytorium byłego Wolnego Miasta Gdańska. Szkoły powszechne były czteroklasowe. Ich głównym zadaniem było germanizowanie dzieci. Kto nie znalazł się na liście folksdojczów, kończył naukę na czwartej klasie. Niemcy i folksdojcze przechodzili do szkół zawodowych i średnich.

#### Kościół
Dekanat gdyński był częścią diecezji chełmińskiej. Obowiązywał zakaz polskich kazań, polskich pieśni i nabożeństw. Niemal wszyscy duchowni byli narodowości niemieckiej. Garstka ocalonych polskich księży zmuszana była do przestrzegania zasad, zarówno przez władze diecezji, jak i świeckie.
Zniszczono kościół parafii Orłowo-Kolibki, kolegiata gdyńska stała się zborem ewangelickim. 19 października zniszczono krzyże przy kościele na Grabówku, przy kolegiacie i na Kamiennej Górze. Cmentarz na Obłużu-Pogórzu został zniwelowany.

#### Zniszczone pomniki

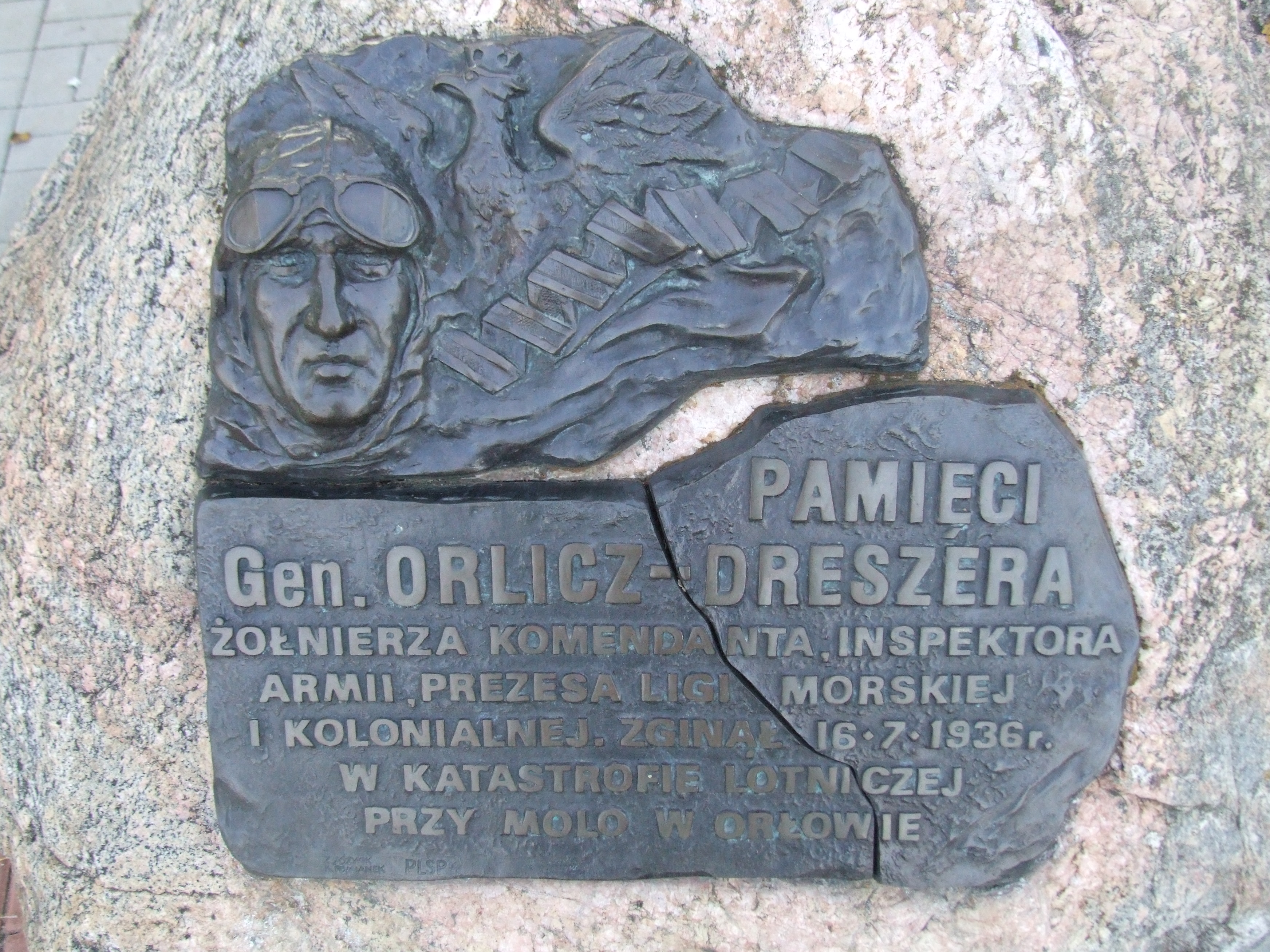
Kamień upamiętniający zniszczone mauzoleum generała Gustawa Orlicza-Dreszera. Artysta celowo połamał tablicę i skleił na nowo, by przypominać tragicznym losie poprzedniego pomnika.

- Mauzoleum Gustawa Orlicz-Dreszera na Oksywiu
- popiersie Henryka Sienkiewicza na Kamiennej Górze (prawdopodobnie było blisko siedziby Gestapo)
- tablica pamiątkowa Stefana Żeromskiego
- oraz wszystkie inne przejawy polskości Gdyni, jakie zauważył okupant.

## Gospodarka
Gospodarka Gdyni była nastawiona na eksport i import towarów, co było mało użyteczne dla Niemiec, dlatego została przestawiona na przemysł zbrojeniowy i przedsięwzięcia pomocnicze. Przedsiębiorstwa zajmujące się handlem zostały zlikwidowane, a zbędne dla wojny wyposażenie wywieziono do Gdańska lub do portów w Niemczech. Małe fragmenty portu przeznaczono na handel i rybołówstwo. Zajmowały się tym nowo powstałe przedsiębiorstwa niemieckie. Cywilna część portu podlegała Gdańskiemu Towarzystwu Portowemu. Eksportowano węgiel, importowano rudy metali ze Skandynawii oraz zaopatrzenie dla Kriegsmarine. Dostęp mogły mieć tylko jednostki pod banderami krajów skandynawskich oraz Niemiec.
Flota rybacka najbardziej rozkwitła w maju 1941 r. Z czasem jej potencjał zmniejszał się z powodu kłopotów na froncie wschodnim. Wehrmacht potrzebował smarów, paliw, części zamiennych. Cywilne zastosowanie portu było znikome w porównaniu z wojskowym. Wiele budynków portowych (przed wojną użytkowanych handlowo) stało się wojskowymi magazynami, biurami lub warsztatami.

## Stocznia
Majątek Stoczni Gdynia został przejęty przez Deutsche Werke Kiel AG z Kilonii. Ministerstwo Wojny było współwłaścicielem tego przedsiębiorstwa. W marcu 1940 naprawiono wszystkie szkody jakie powstały przy zdobywaniu miasta. Nowy zakład o nazwie Deutsche Werke Kiel Werke Gotenhafen początkowo budował mniejsze jednostki pływające, naprawiał i modernizował już istniejące większe okręty nawodne oraz U-Booty. Na czele stał inżynier Edgar Matzkeit. Kosztem stoczni w Kilonii sprowadzono do Gdyni około 2000 pracowników. Ale w przeciwieństwie do macierzystego zakładu, Alte Werft nie mogła obsługiwać wielkogabarytowych okrętów. Zaplanowano rozbudowę. Architekturę opracował Otto Schnittgar, pracami bezpośrednio kierował Otto Wende. Kompleks zaprojektował Walter Löflund. Docelowo miało to umożliwić produkcję statków, których wyporność przekraczała 120 000 ton. Prace rozpoczęto w 1941 r. Wykorzystano m.in. więźniów KL Stuthoff. W listopadzie tego roku dyrektorem stoczni został Hermann Burkhardt. Roboty przyśpieszono po nocy z 25 na 26 lutego oraz z 26 na 27 lutego 1942 r., gdy RAF zbombardował zakłady w Kilonii. W 1943 r. liczba pracowników wynosiła 5 tysięcy 788 osób.
W 1943 r. grossadmirałem został Karl Dönitz, dotąd dowódca floty podwodnej. Zmieniono założenie Kriegsmarine: okręty nawodne nie spełniły oczekiwań, stając się przede wszystkim celem dla brytyjskiego lotnictwa. Nie wywalczyły przewagi nad Royal Navy, stąd postanowiono, że najważniejszym celem przemysłu stoczniowego będzie produkcja U-Bootów. Gdynia nie była przystosowana do tego zadania. Możliwa była tylko produkcja pojedynczych sekcji okrętów. Pozostałe budowały inne stocznie, by połączyć je w jedną jednostkę.
Po bombardowaniu w nocy z 18 na 19 grudnia 1944 potencjał produkcyjny załamał się. Odtąd możliwe były tylko mało wymagające prace naprawcze U-Bootów, niszczycieli i innych okrętów o niewielkim tonażu.
Deutsche Werke Kiel Werke Gotenhafen zakończyła działalność 24 marca 1945 r. Do tego czasu, w miarę możliwości utrzymywała w stanie pływalności jednostki zaopatrujące Wehrmacht walczący z Armią Czerwoną w Prusach Wschodnich oraz ewakuujące wojsko i cywilów na zachodnie krańce Niemiec.
Ogółem wyremontowano: trzysta U-Bootów, sto okrętów patrolowych i ścigaczy, piętnaście niszczycieli, dwieście dwadzieścia kutrów trałowych i trałowców oraz czterysta transportowców i jednostek pomocniczych.

### Okręty stacjonujące lub obsługiwane w Gotenhafen
| - „Graf Zeppelin” - „Schleswig-Holstein” - „Bismarck” - „Admiral Scheer” - „Tirpitz” - „Prinz Eugen” | - „Köln” - „Nürnberg” - „Emden” - „Leipzig” - „Gneisenau” |

## Działania aliantów
Gdynia stała się bazą Kriegsmarine, ponieważ przedwojenne niemieckie porty były łatwym łupem dla lotnictwa aliantów z racji bliskości Wielkiej Brytanii. W przeciwieństwie do Morza Północnego były tu świetne warunki do stacjonowania, produkcji, modernizacji, napraw, testowania nowej broni oraz szkolenia załóg wszystkich rodzajów okrętów. Gdynię otaczały z każdej strony terytoria kontrolowane przez Niemców oraz Szwecję, która nie zamierzała zgodzić się na udostępnienie lotnisk. Dla większości alianckich samolotów, Gdynia była za daleko, aby mogły latać nad nią dłuższy czas i zachować dość paliwa na powrót do Brytanii. Dodatkowym zabezpieczeniem było nieistniejące już lotnisko w Rumi, baza myśliwców Luftwaffe. Zniszczenie portu było trudnym zadaniem:
- Nocą z 27 na 28 sierpnia 1942 r. siedem samolotów RAF-u miało zbombardować nieukończony lotniskowiec „Graf Zeppelin” i inne okręty w porcie. Misja zakończyła się niepowodzeniem z powodu mgły. Bombardierzy zrzucali ładunek na ślepo. Bomby nowego typu przeznaczone do zwalczania okrętów nie spowodowały uciążliwych strat.
- 9 października 1943 r. sto sześćdziesiąt trzy amerykańskie bombowce zaatakowały porty w Gdańsku i Gdyni. Straty były poważne. Najwięcej między basenami portowymi I i IV. Zniszczono tory kolejowe łączące port z resztą miasta, tory na ostatnim odcinku magistrali Śląsk – Gdynia, zatopiono siedem statków handlowych. Uszkodzono stocznię, wydzieloną strefę handlową, Dworzec Morski i pięć statków handlowych. Całkowicie zniszczono bazę U-Bootów, holownik, ścigacz i pływający dok. W niewielkim stopniu zbombardowano basen portowy numer IX, w którym były pływające koszary i jednostki szkolne U-Bootów. Nie zniszczono żadnego ważnego okrętu (w chwili bombardowania było ich tam siedem). Nie uszkodzono żadnego z wielkich doków pływających. Amerykanie zmniejszyli potencjał produkcyjny stoczni remontowej, ale nie zlikwidowali bazy. W marcu 1944 r. naprawiono straty i zakłady wznowiły pracę na normalnym poziomie.
- Nocą z 18 na 19 grudnia 1944 r. dwieście trzydzieści sześć samolotów RAF-u zrzuciło osiemset dwadzieścia cztery bomby. W dokładniejszym celowaniu pomagały flary na spadochronach. Tym razem baza Kriegsmarine definitywnie przestała istnieć w hitlerowskiej machinie wojennej. Do końca wojny nie wznowiono produkcji. Śmierć poniosło wielu inżynierów, bez których reaktywacja bazy była niemożliwa. Zniszczono koleje i drogi łączące port z miastem, dwa duże pływające doki produkcyjne i kilka mniejszych oraz hale produkcyjne, magazyny i warsztaty. Odtąd możliwe były naprawy tylko mało poważnych uszkodzeń statków i okrętów. Warto nadmienić, że w wyniku tej akcji pożar strawił pancernik „Schleswig-Holstein”, którego ostrzał Westerplatte uznaje się za rozpoczęcie wojny.

## Wycofywanie się Niemców

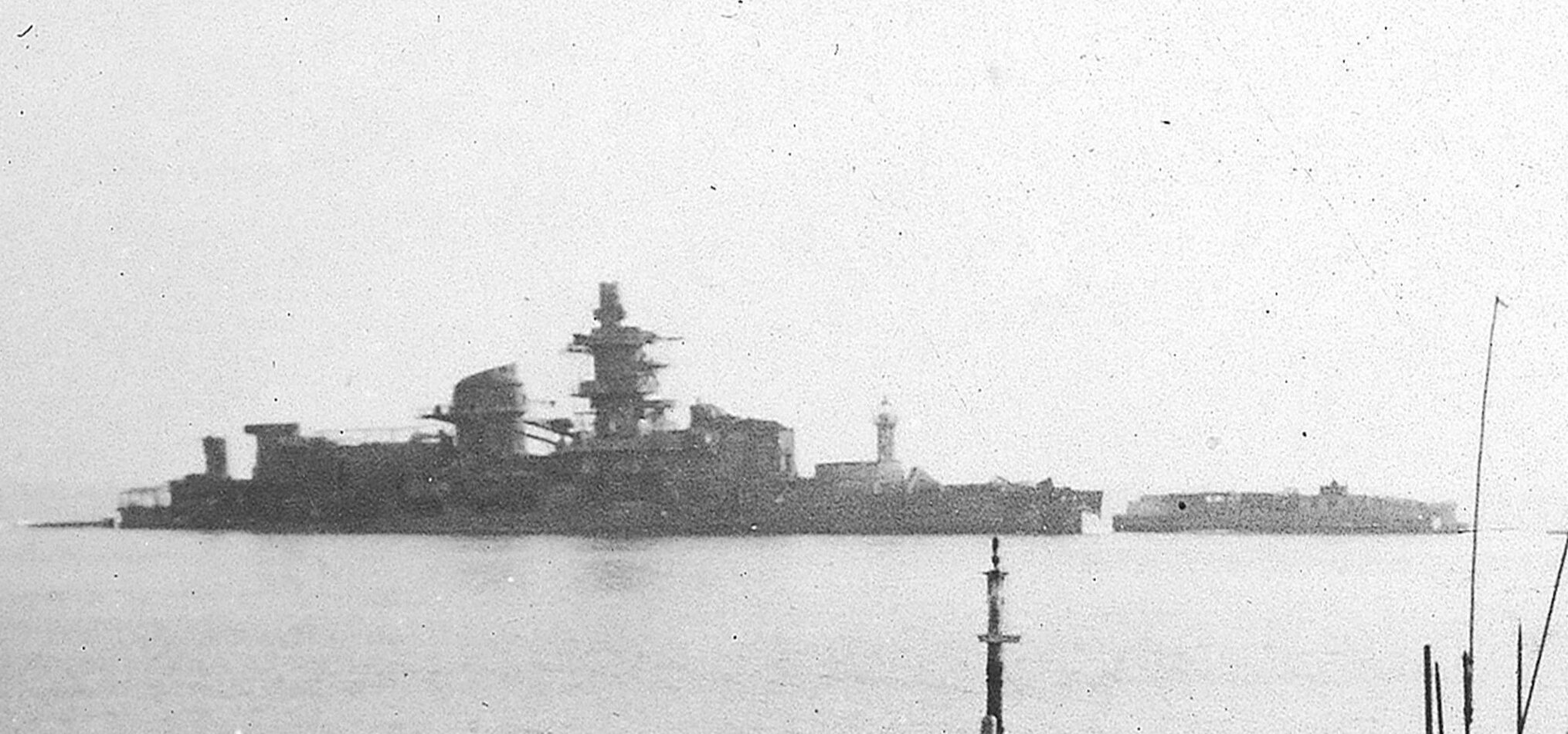
Wrak pancernika „Gneisenau” w porcie gdyńskim.

Na początku marca 1945 r. Gdynia znalazła się w zasięgu działań Armii Czerwonej. Wycofujący się Niemcy ewakuowali morzem wiele tysięcy osób, a na koniec postanowili zniszczyć tak wiele jak tylko było to możliwe, by Sowieci nie mogli wykorzystać portu przeciwko nim. Zniszczono magazyny, budowle, stocznię przy basenie portowym numer VII, urządzenia przeładunkowe, falochrony, wodociągi, kanalizacje, linie elektryczne i telefoniczne. Wyjście z portu zablokowano zatapiając statki i okręty, których nie udało się wyprowadzić.

## Krótko po zdobyciu miasta przez Armię Czerwoną

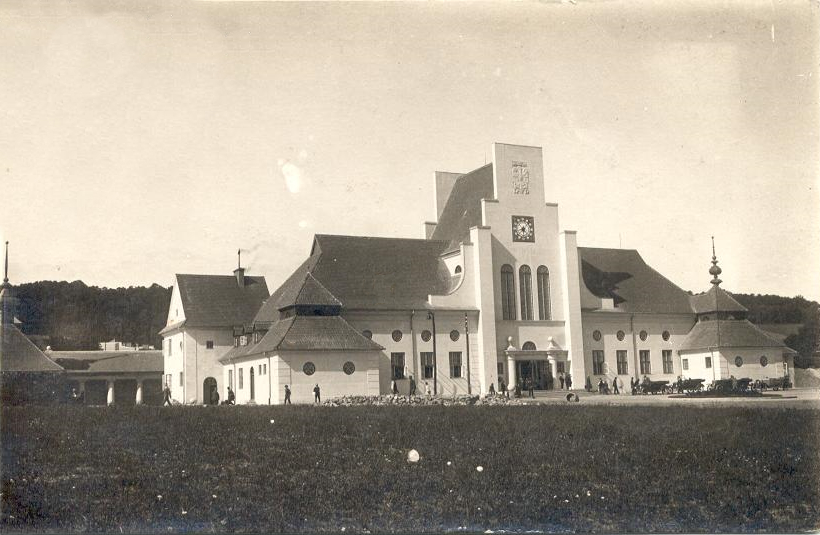
Dawny dworzec – znajdował się w tym samym miejscu, co dziś Gdynia Główna

Gdynia została zdobyta 28 marca 1945. Pierwszy sowiecki czołg wjechał do niej dzień wcześniej. Choć port oraz obsługujące go tory kolejowe i drogi zostały zniszczone, pozostała część miasta doznała nieznacznych uszkodzeń. Najbardziej zauważalne były zniszczenie Dworca Kolejowego (później zbudowano nowy w stylu socrealistycznym), pożar biurowca na rogu ulic 10 Lutego i 3 Maja (obecnie siedziba PLO), poważne uszkodzenie Hali Targowej oraz kilku niezidentyfikowanych kamienic.

## Mapa
Na mapie wydanej w 1942 r. nie przedstawiono portu, z wyjątkiem przystani jachtowej, Mola Południowego i dwóch basenów portowych w jego bezpośrednim sąsiedztwie. Na miejscu pozostałych obiektów umieszczono duży, pusty obszar wydający się łąką. Tam stacjonowały okręty Kriegsmarine, przeprowadzano ich naprawy, zaopatrywano i produkowano dla nich broń. Nie zaznaczono też uczelni na Grabówku, w których szkolili się kadeci marynarki (w przeciwieństwie do innych szkół) oraz fabryki zbrojeniowej na Kępie Oksywskiej.

## Herb

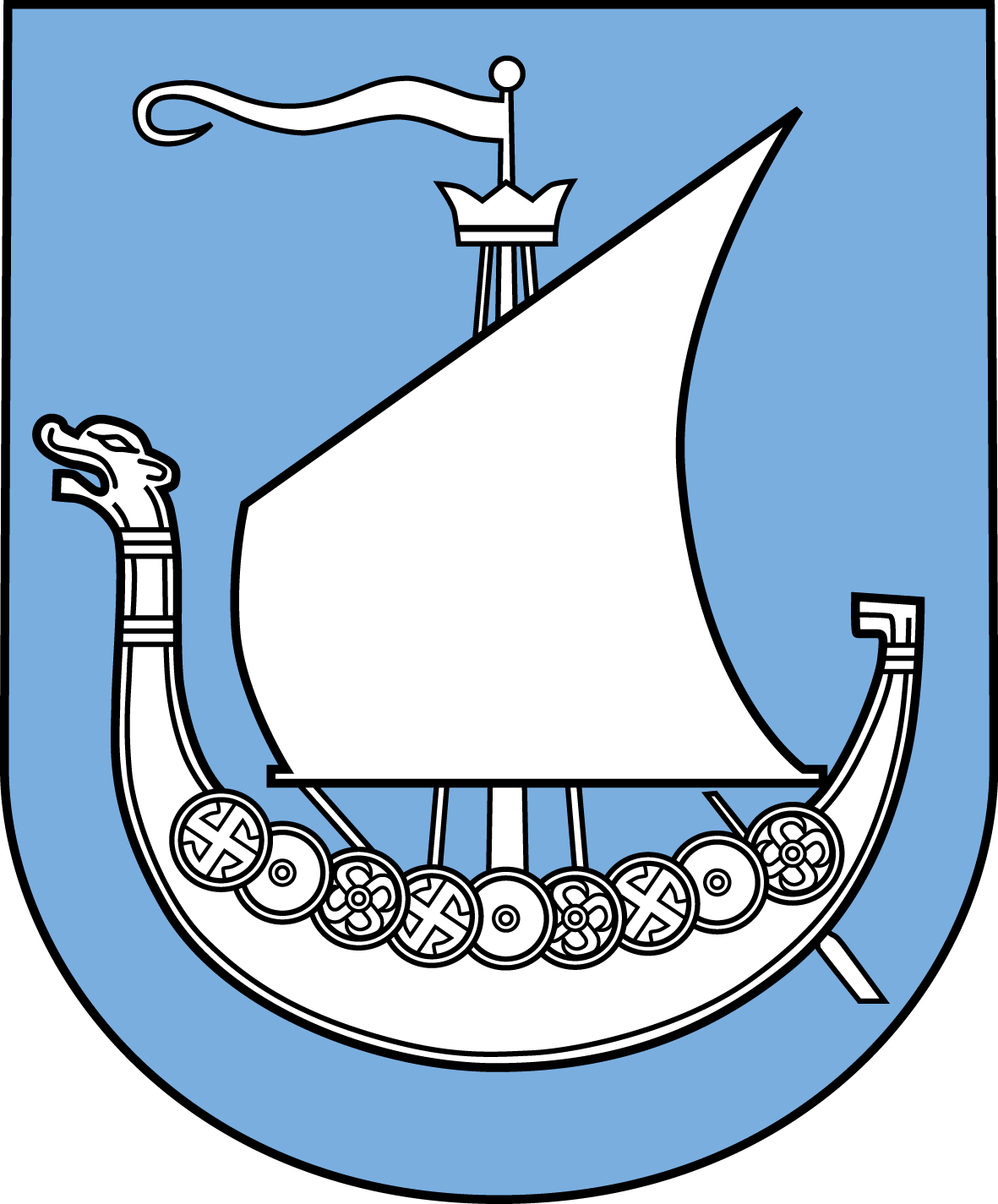
Herb Gotenhafen

Od 26 czerwca 1942 do końca II wojny światowej herbem był umieszczony na niebieskim tle, artystycznie przedstawiony srebrny statek Gotów. Z żaglem wypełnionym wiatrem, wiosłem przy rufie, bocianim gniazdem przyozdobionym proporcem. Na nadburciu tarcze ze swastykami. Dziób zakończony taranem w kształcie głowy nieokreślonego zwierzęcia. Symbolizował rzekomą odwieczną niemiecką rdzenność Gdyni, na której teren przybyli Goci w starożytności. Autorem tego projektu był Otto von Schichko. De facto był to pierwszy herb Gdyni, ponieważ przed wojną nie zdecydowano się na żadną z prac nadesłanych na ogłoszony konkurs.
Warto wyliczyć nieprzyjęte projekty niemieckie:
- w polu srebrnym, czarny orzeł stojący na kotwicy tejże barwy
- w polu czarnym, srebrny miecz i kotwica odwrócone względem siebie, połączone wspólnym trzonem; miecz zwrócony głownią w górę
- w polu czarnym, srebrny taran zwrócony w lewo
- w polu srebrnym, czarna swastyka w srebrnym kole na tle pionowej kotwicy srebrnej, skrzyżowanej z dwiema srebrnymi lunetami skrzyżowanymi skośnie; nad nimi czarny okręt[a]

## Nazwy okupacyjne wybranych ulic i placów
- ul. Świętojańska i Aleja Zwycięstwa – Adolf Hitler Straße – warto wspomnieć, że ulica o takowej nazwie istniała w Gdańsku od 1933 r. Ciągnęła się od dworca Głównego, przechodziła przez Sopot i kończyła na granicy między tym miastem a Gdynią, która była też granicą Wolnego Miasta. Odkąd zaczęła się okupacja, ul.  Świętojańska i Al. Zwycięstwa były tylko jej przedłużeniem. Całość kończyła się na Placu Kaszubskim.
- skwer Kościuszki – Adolf Hitler Platz
- ul. 10 Lutego – Hermann Göring Straße
- ul. Starowiejska – najstarsza w Gdyni Goten Straße
- ul. Morska – Albert Forster Straße
- ul. Śląska – Gartenstraße
- plac Kaszubski – najpierw Zoppoter Platz, potem General Litzmann Platz
- aleja Marszałka Józefa Piłsudskiego – Steinstraße
- ul. Armii Krajowej – Bismarckstraße
- ul. Jana z Kolna – Wikingerstraße
- ul. Wójta Jana Radtkego – Franken Straße
- ul. Chylońska – Neustadter Straße
- plac Konstytucji – Bahnhof Platz
- plac Grunwaldzki – Scharnhorst Platz
- ul. Warszawska – Hubertusburger Straße

## Nazwy dzielnic podczas okupacji
Niektóre ze współczesnych dzielnic Gdyni nie istniały w czasie wojny lub były częściami niżej wymienionych, np. Działki Leśne należały do Stadtmitte. Dzisiejsza dzielnica Pogórze była częścią wsi o tej samej nazwie (Gotenberg). Poza kilkoma przypadkami nazewnictwo dzielnic miało swoje źródło w historycznym nazewnictwie geograficznym osad, które stały się częścią miasta, sięgającym czasów Prus Krzyżackich (do 1466 r.), potem Królewskich (do 1772 r.). Wówczas powszechnie używano (obok łaciny) równolegle języków niemieckiego i polskiego, stąd polskie nazwy miejscowości miały swoje odpowiedniki w języku niemieckim i odwrotnie.
- Orłowo (Adlershorst – w dosłownym tłumaczeniu: Orla Kępa lub Orle Gniazdo)
- Wzgórze Focha, dziś Wzgórze Św. Maksymiliana (Baltenberg)
- Demptowo (Demptau)
- Grabówek (Grabau)
- Leszczynki (Hasselgrund oraz Bernhardswinkel – w dosłownym tłumaczeniu: Leszczynowa Ziemia i Zakątek Bernarda)
- Redłowo (Hochredlau)
- Chylonia (Kielau)
- Mały Kack (Kleinkatz)
- Obłuże (Oblusch)
- Oksywie (Oxhöft)
- Pustki Cisowskie (Spechtswalde – w tłumaczeniu: Bór Spechtów – od kaszubskiego nazwiska Specht, z niemieckiego Specht – dzięcioł)
- Śródmieście (Stadtmitte – w dosłownym tłumaczeniu: Centrum miasta)
- Kamienna Góra (Steinberg – dosłowne tłumaczenie polskiej nazwy)
- Witomino (Wittomin)
- Cisowa (Zissau)

## Spuścizna

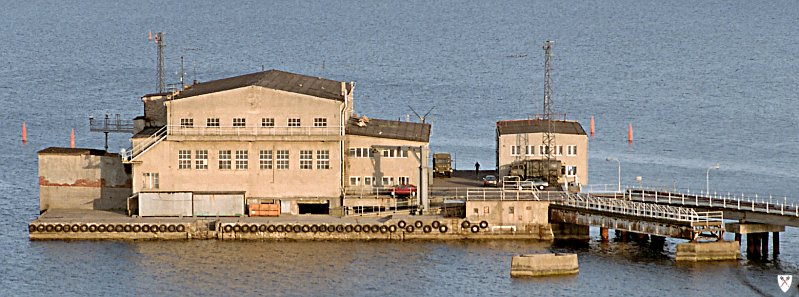
Formoza, mniejsza poniemiecka torpedownia. Część Portu Wojennego. Obecnie siedziba Jednostki Wojskowej Formoza

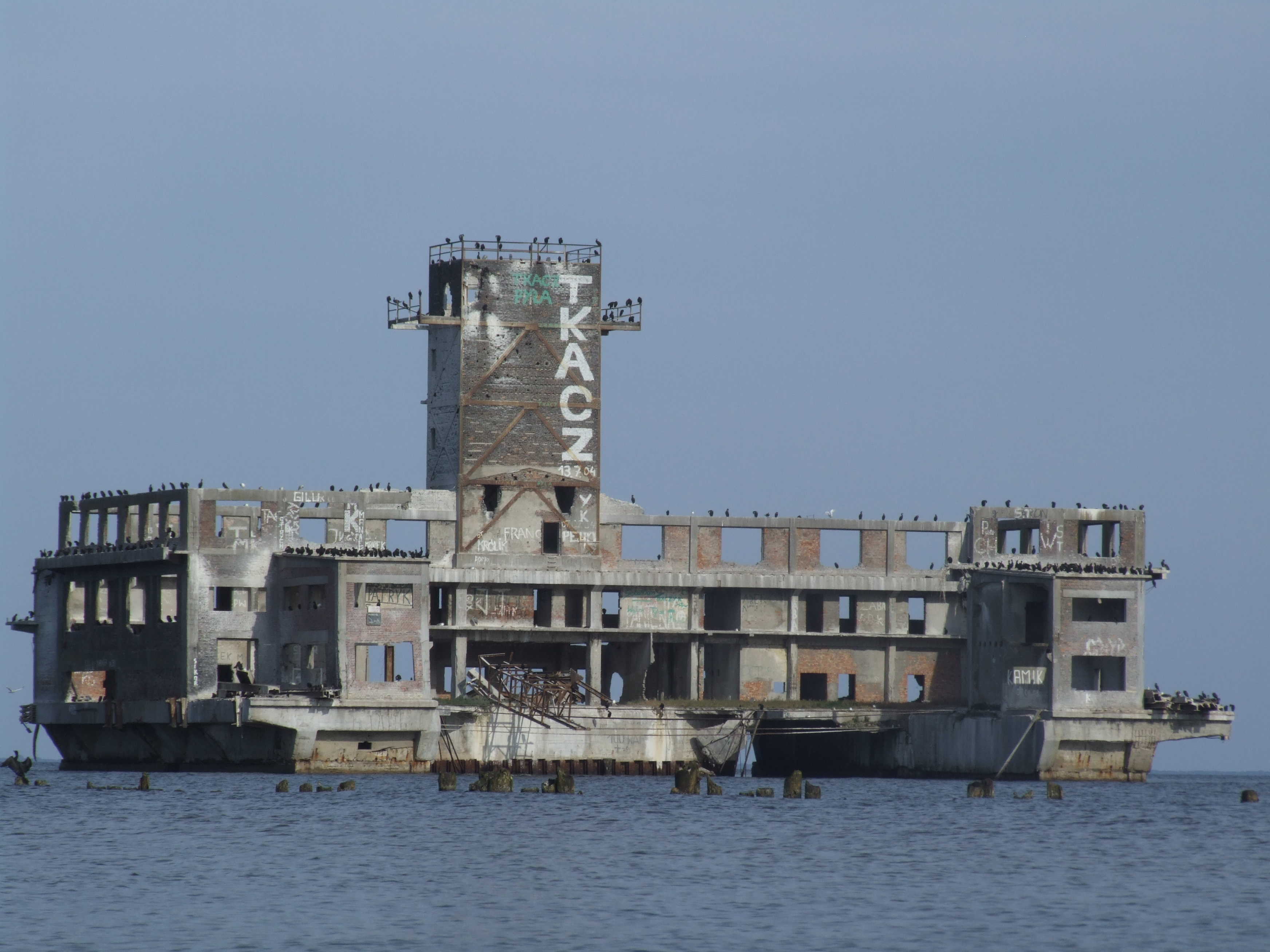
Współczesne zdjęcie ruin większej poniemieckiej torpedowni na Babich Dołach

Bardzo mało jest łatwo dostrzegalnych pamiątek po okupacji. 
- Komunikacja trolejbusowa istnieje nieprzerwanie od 1943 r. Powodem był wielki problem z uzyskaniem benzyny do celów cywilnych.
- Lotnisko na Babich Dołach, zbudowane przez Niemców dla celów szkoleniowych. Przed wojną regularne pasażerskie połączenie lotnicze Gdyni z innymi miastami obsługiwało lotnisko w Rumi[4].
- Ruiny torpedowni na Babich Dołach, wówczas część Oksywia. Mniejsza torpedownia o nazwie Formoza jest wykorzystywana przez Wojska Specjalne.

## Dodatkowe informacje

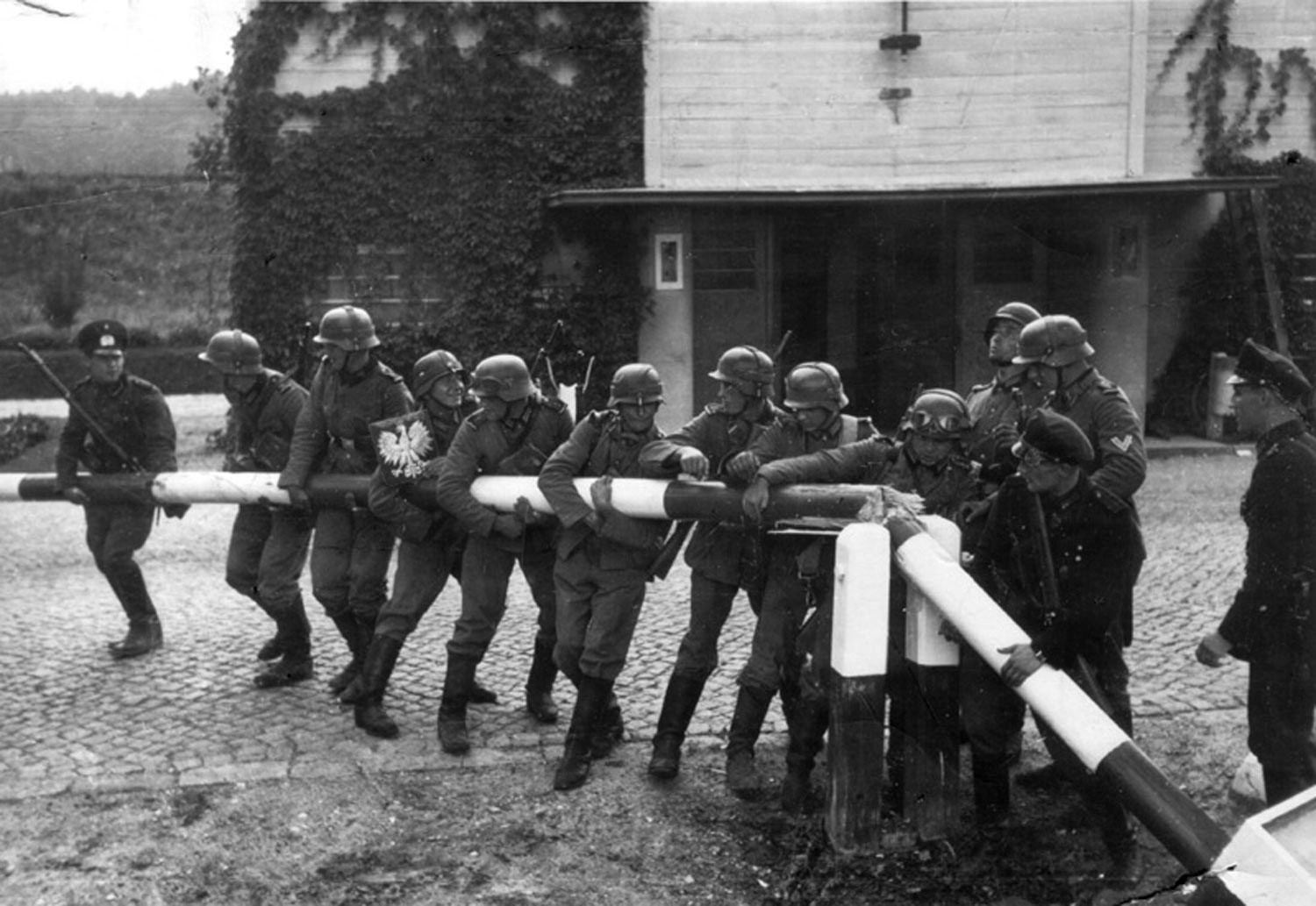
Niemcy przełamują szlaban na przejściu granicznym między II RP a WMG w Kolibkach

- Słynne zdjęcie[b] wykonane przez niemieckiego fotografa Hansa Sönnke przedstawiające niemieckich żołnierzy i policjantów (m.in. z 1. Pułk Policji Państwowej (Landespolizei), SS-Heimwehr Danzig) z Gdańska łamiących szlaban, wykonano ex post (14 września 1939) na przejściu granicznym w Kolibkach pomiędzy Gdynią a Sopotem (wówczas częścią WMG)[5].
- Żaden akt prawny nie anulował decyzji o zmianie nazwy miasta z Gdynia na Gotenhafen, co oznacza, że zmiana ta, dokonana na rozkaz Hitlera, uznana została za nielegalną.
- Wieś Pogórze, której południowy fragment po wojnie stał się dzielnicą Gdyni o tej samej nazwie, Niemcy nazwali Gotenberg, czyli Góra Gotów.
- Ostatnim punktem w Gdyni, w którym Niemcy stawiali opór Armii Czerwonej, była Kępa Oksywska. To samo miejsce było ostatnim bastionem obrońców wybrzeża podczas kampanii wrześniowej.